# Une étrange affaire
Ne doit pas être confondu avec Une affaire très étrange.
Pour plus de détails, voir Fiche technique et Distribution.
Une étrange affaire est un film français réalisé par Pierre Granier-Deferre, sorti en 1981, tiré du roman de Jean-Marc Roberts Affaires étrangères.
Le film est dédié à l'écrivain Pascal Jardin, décédé un an avant la sortie du film.

## Synopsis
Louis Coline (Gérard Lanvin), marié avec Nina (Nathalie Baye), est employé dans le service publicité d'un grand magasin parisien. Un matin, on annonce un plan social et le rachat du groupe par Bertrand Malair (Michel Piccoli), un homme d'affaires important et respecté. Ce dernier arrive de façon très discrète et se montre relativement mystérieux et laconique. Il entre en contact avec Louis, qu'il décide de garder et même de gratifier d'une promotion de chef de la publicité du magasin. De plus en plus invasif, Bertrand s'impose dans la vie privée de Louis. Nina, sa femme, qui sent à quel point Bertrand a pris une place importante dans la vie de son mari, a l'impression de devenir un personnage secondaire aux yeux de celui-ci et finit par le quitter. Louis, qui n'a pas connu son père, est complètement fasciné par l'image paternelle que représente Bertrand à ses yeux. Aussi, le jour où Bertrand repart à l'étranger s'occuper d'autres affaires, Louis se sent littéralement abandonné et ne peut pas s'empêcher d'attendre son retour.

## Fiche technique
- Titre : Une étrange affaire
- Réalisation : Pierre Granier-Deferre
- Assistant réalisateur : Jacques Santi, Antoine Alagille
- Scénario : Christopher Frank, Pierre Granier-Deferre et Jean-Marc Roberts, d'après le roman de ce dernier Affaires étrangères éditions du Seuil, Prix Renaudot 1979.
- Dialogue : Christopher Frank
- Production : Alain Sarde, pour Sara Films, Antenne 2.
- Directeur de production : Gérard Gaultier
- Musique : Philippe Sarde
- Photographie : Étienne Becker
- Montage : Isabel García de Herreros
- Décors : Dominique André
- Son : Guillaume Sciama
- Costumes : Fanny Jakubowicz
- Distribution : Parafrance.
- Pays d'origine :  France
- Format :  35mm Ratio :1.66:1 Couleurs - Eastmancolor - Son : Mono
- Genre : drame
- Durée : 105 minutes
- Dates de sortie : 
  - France : 23 décembre 1981

## Distribution
- Michel Piccoli : Bertrand Malair, le nouveau grand patron
- Gérard Lanvin : Louis Coline, le jeune employé
- Nathalie Baye : Nina Coline, la femme de Louis
- Jean-Pierre Kalfon : François Lingre
- Jean-François Balmer : Paul Belais
- Pierre Michaël : Gérard Doutre, le chef de service de Louis
- Madeleine Cheminat : Yvette, la grand-mère de Louis
- Victor Garrivier : Robert, le père de Nina
- Dominique Blanchar : La mère de Louis
- André Chaumeau : l'homme au bar qui décrit Bertrand Malair
- Jacques Boudet : M. Blain, le chef du personnel
- Ariane Lartéguy : Salomé
- Nicolas Vogel : René
- Dominique Zardi : Gruault, chef des contentieux
- Humbert Balsan : Jean-Loup
- Suzy Rambaud : Mademoiselle Pré
- Kathy Kriegel : Véronique
- Sophie Deschamps : Sophie
- Christian Pereira : Étienne
- Christophe Odent
- Jean-Paul Solal
- Philippe Roussel
- Jean Trégomain
- Niombi
- Dominique Lablanche
- Elisabeth Catroux

## Distinctions
- Prix Louis-Delluc (1981)
- Ours d'argent du meilleur acteur (1982) pour Michel Piccoli au Festival de Berlin[1]
- César de la meilleure actrice dans un second rôle (1982) pour Nathalie Baye
- Prix Jean-Gabin (1982) pour Gérard Lanvin